# وصال رادا
وصال رادا (به هندی: Radha Ka Sangam) فیلمی محصول سال ۱۹۹۲ و به کارگردانی کرتی کومار است. در این فیلم بازیگرانی همچون گوویندا، جوهی چاولا، مالا سینها، کیران کومار ایفای نقش کرده‌اند.